# Natzaret
|  | Per a altres significats, vegeu «Natzaret (desambiguació)». |

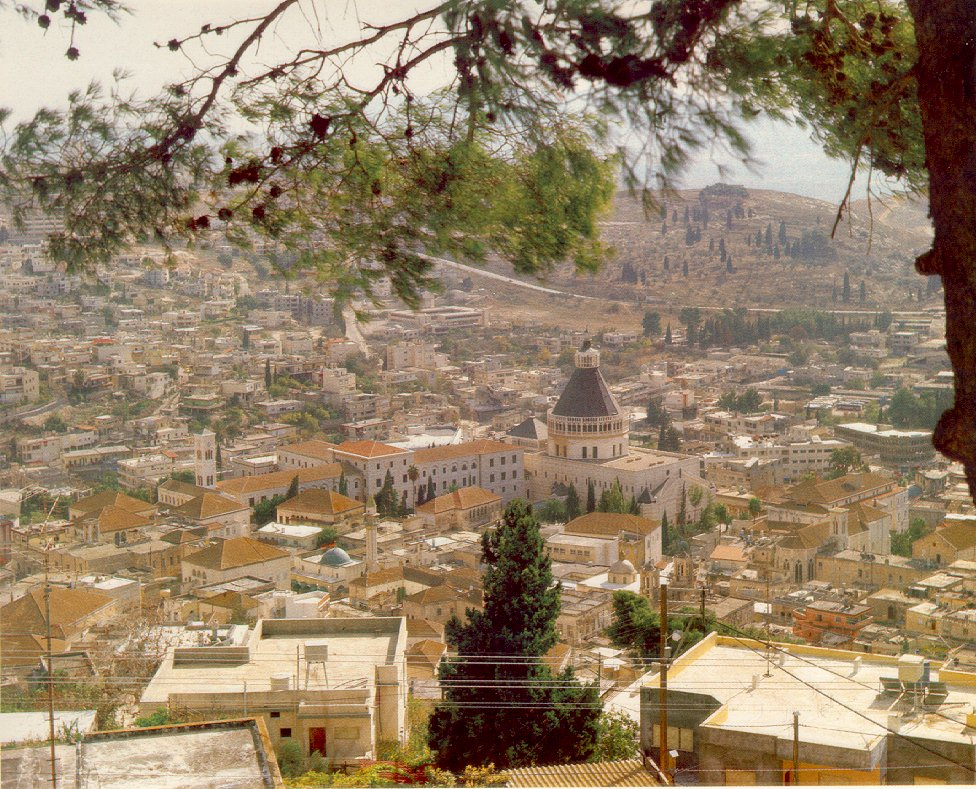
Vista del centre

Natzaret (llatí: Nazareth; àrab: الناصرة, an-Nāṣira; hebreu: נָצְרַת, Natserat‎) segons la tradició cristiana fou una ciutat de Galilea, avui a Israel, al sud-oest del llac Tiberíades. Té més de 50.000 habitants.

## Història
La tradició diu que aquí fou on l'àngel va anunciar a Maria el naixement de Jesús i aquest hi va viure una mica de temps i és esmentat com Jesús de Natzaret o Jesús Natzarè.
Segons historiadors i estudiosos bíblics actuals, és probable que aquesta ciutat no existís en temps de Jesús. No existeix cap referència històrica contemporània a la seva suposada existència i la més antiga, a part de la Bíblia, és de començaments del segle iv. Estudiant-la s'ha arribat a la conclusió que es va produir un error de traducció del grec al llatí i que en la forma original no es deia que Jesús fos de Natzaret sinó que era natzarè, o sigui que vivia segons un usos i costums concrets d'un grup de l'època. Segles més tard, la tradició cristiana s'inventaria l'assentament de la ciutat i la construiria. Però no es pot descartar la seva existència com un llogaret sense importància. Constantí el Gran hi va bastir una basílica. Epifani diu que fins al temps de Constantí el Gran només hi vivien jueus però a la conquesta musulmana (636) ja hi havia alguns cristians i el 670 Arculf diu que hi havia dues esglésies. El 943 al-Masudi esmenta una església molt venerada (sens dubte l'església de l'Anunciació).
Destruïda pels sarraïns abans de la conquesta pels croats, aquests la van reconstruir i un temps després el bisbe d'Escitòpolis s'hi va traslladar. L'abat rus Daniel en dona una bona descripció de l'església de l'Anunciació i del Pou de Maria (1113/1115). El 1187 fou ocupada per Saladí i quan es va ajustar la pau amb Ricard Cor de Lleó el 1192 va restar en mans del sultà aiúbida. Després l'esmenta Yaqut al-Hamawi (1225). Lluís IX de França hi va anar en pelegrinatge des d'Acre el 1251. Bàybars I va ordenar a l'emir Ala al-Din la destrucció de la ciutat (1263) i especialment l'església de l'Anunciació.
Vers el 1300 al-Dimashki l'esmenta com una vila jueva a la província de Safad, habitada també per àrabs iemenites. També Khalil al-Zahiri a la meitat del segle xv la considera part de la província mameluca de Safad. Els pelegrins cristians, pel seu costat, descriuen Natzaret com una vila miserable amb pocs cristians i una església en ruïnes, on la població musulmana era hostil als pelegrins cristians.
El 1620 l'emir drus Fakhr al-Din va obrir la vila als franciscans que hi van reconstruir l'església de l'Anunciació i el convent llatí, tot i que les obres no es van acabar fins un segle després. A part dels monjos, pocs cristians vivien a Natzaret. A la meitat del segle xviii el xeic Zahir al-Amr d'Acre li va donar nou impuls i hi van anar més cristians i progressivament van augmentar lentament al segle següent. El 1890 tenia 7.419 habitants (1.825 musulmans, 2.870 grecs catòlics, i la resta cristians de diversos ritus) i els jueus no hi podien residir. El gran convent amb l'església de l'Anunciació al sud-est, pertanyia als llatins, i l'església de l'Anunciació del nord-est, a l'església grega. Els musulmans tenien una gran mesquita i cinc walis. El Pou de Maria rebia l'aigua d'una font situada sota l'església grega.
A la I Guerra Mundial fou un dels quarters generals dels otomans. Fou ocupada pels britànics el setembre de 1918. A la guerra de 1948 fou quarter general dels àrabs manats per Fawzi Kawudji, però derrotat aquest, la ciutat es va rendir sense lluita. Va quedar dins Israel però amb població àrab i va esdevenir un mercat principal per la població àrab del nord de Galilea i cap del districte septentrional. El 1970 tenia una població aproximada de 34.000 habitants, gairebé tots àrabs i en majoria cristians. Una nova església de l'Anunciació es va construir el 1960.

## Persones il·lustres
- Tawfiq Zayyad (1922 - 1994), poeta